# Onderhandelingsmacht
Onderhandelingsmacht is de mate waarin partijen in staat zijn om elkaar te beïnvloeden tijdens onderhandelingen op basis van de noodzaak om tot een overeenkomst te komen. Van groot belang is daarbij of de voordelen van een overeenkomst opwegen tegen de nadelen en de situatie als er geen overeenkomst wordt bereikt.
In een perfecte markt met volledige contractvrijheid zouden beide partijen een gelijke onderhandelingsmacht hebben, maar veelal is er van een dergelijke markt geen sprake. Als de ene partij dan een goed alternatief achter de hand heeft als er geen overeenkomst wordt afgesloten, terwijl de andere partij in dat geval veel te verliezen heeft, dan heeft de eerste partij grote onderhandelingsmacht.
Dit speelt ook bij arbeidsverhoudingen zoals Adam Smith al zag in 1776 in zijn The Wealth of Nations:
Wat het gebruikelijke arbeidsloon is, hangt overal af van de overeenkomst die wordt gesloten tussen de twee partijen, van wie de belangen geenszins samenvallen. De arbeiders willen zo veel mogelijk ontvangen; de meesters willen zo weinig mogelijk afstaan. De eersten zijn geneigd om zich te verenigen om de lonen te verhogen, de laatsten om de lonen te verlagen.
Het is echter niet moeilijk om te voorspellen welke van de twee partijen, onder normale omstandigheden, in deze strijd in het voordeel is, en de andere zal dwingen zich naar haar eisen te schikken. De meesters zijn minder talrijk en kunnen zich veel gemakkelijker verenigen. [...] Dergelijke geschillen zijn door de meesters altijd veel langer uit te houden. Een landeigenaar, een boer, een meesterfabrikant of een koopman kunnen, zelfs al hebben zij geen enkele arbeider in dienst, over het algemeen één of twee jaar leven van het vermogen dat zij hebben vergaard. Vele arbeiders zouden zelfs geen week kunnen overleven buiten een dienstverband, enkele een maand, en slechts zeer weinigen een jaar. Op de lange termijn is de meester weliswaar even afhankelijk van de arbeider als de arbeider van zijn meester, maar deze afhankelijkheid is niet zo onmiddellijk.